# Vorstendom Roemenië
Het Vorstendom Roemenië ontstond na de vereniging van Moldavië en Walachije in 1862. Vanaf 1859 werden de twee vorstendommen al door dezelfde vorst geregeerd, Alexander Jan Cuza. In 1881 werd Carol I tot Koning uitgeroepen waardoor Roemenië een koninkrijk werd.
Het vorstendom grensde in het noorden aan het Russische Rijk, in het westen aan het Keizerrijk Oostenrijk (vanaf 1867 Oostenrijk-Hongarije) en Servië, in het zuiden aan het Ottomaanse Rijk en in het oosten aan de Zwarte Zee.

## Dobroedzja en Bessarabië
Aan het einde van de Russisch-Turkse Oorlog (1877-1878) (ook wel Roemeense Onafhankelijkheidsoorlog) moest Turkije bij het verdrag van Stefano in 1878 het noordelijk deel van de historische regio Dobroedzja afstaan aan het vorstendom. Het zuidelijk deel ging naar Bulgarije. Dit was als compensatie voor het feit dat in hetzelfde verdrag een deel van Bessarabië als gouvernement aan het Russisch Keizerrijk werd toegevoegd. Voor Roemenië was dit een erg magere beloning voor de inspanningen die het voor Rusland had gedaan bij het verslaan van de Turken.
In artikel 5 van het verdrag erkende Turkije officieel de onafhankelijkheid van Roemenië en kwam een einde aan de Turkse overheersing sinds het begin van de 16e eeuw.

## Vorsten
- Alexander Jan I (1862-1866)
- Carol I (1866-1881)
- Gedetailleerde kaart- en periodestatistieken hier: commons:Charta Principateloru Unite ale României